# Canton de Saint-Étienne-du-Valdonnez
Le canton de Saint-Étienne-du-Valdonnez est une circonscription électorale française du département de la Lozère.

## Histoire
Un nouveau découpage territorial de la Lozère entre en vigueur à l'occasion des élections départementales de 2015. Il est défini par le décret du 25 février 2014, en application des lois du 17 mai 2013 (loi organique 2013-402 et loi 2013-403). Les conseillers départementaux sont, à compter de ces élections, élus au scrutin majoritaire binominal mixte. Les électeurs de chaque canton élisent au Conseil départemental, nouvelle appellation du Conseil général, deux membres de sexe différent, qui se présentent en binôme de candidats. Les conseillers départementaux sont élus pour 6 ans au scrutin binominal majoritaire à deux tours, l'accès au second tour nécessitant 12,5 % des inscrits au 1er tour. En outre la totalité des conseillers départementaux est renouvelée. Ce nouveau mode de scrutin nécessite un redécoupage des cantons dont le nombre est divisé par deux avec arrondi à l'unité impaire supérieure si ce nombre n'est pas entier impair, assorti de conditions de seuils minimaux. Dans la Lozère, le nombre de cantons passe ainsi de 25 à 13.
Le canton de Saint-Étienne-du-Valdonnez est formé à sa création de 25 communes qui sont issues des anciens cantons de Villefort (7 communes), de Le Bleymard (7 communes), de Florac (3 communes), de Mende-Sud (4 communes) et de Le Pont-de-Montvert (4 communes). Avec ce redécoupage administratif, le territoire du canton s'affranchit des limites d'arrondissements, avec 18 communes incluses dans l'arrondissement de Mende et sept dans celui de Florac. Le bureau centralisateur est situé à Saint-Étienne-du-Valdonnez.
À la suite des fusions, au 1er janvier 2016, des communes de Bédouès et Cocurès pour former la commune nouvelle de Bédouès-Cocurès et des communes de Fraissinet-de-Lozère, du Pont-de-Montvert et de Saint-Maurice-de-Ventalon pour former la commune nouvelle de Pont de Montvert - Sud Mont Lozère ainsi que la fusion, au 1er janvier 2017, des communes de Bagnols-les-Bains, Le Bleymard, Chasseradès, Mas-d'Orcières et Saint-Julien-du-Tournel avec la commune de Belvezet du canton de Grandrieu pour former la commune nouvelle de Mont Lozère et Goulet, le canton compte dix-sept communes entières et une fraction de la commune de Mont Lozère et Goulet. Par un décret du 5 mars 2020, Mont Lozère et Goulet est entièrement rattachée au canton de Saint-Étienne-du-Valdonnez et le canton compte 18 communes.

## Représentation
| Période élective | Période élective | Mandat | Mandat              | Identité        | Nuance | Nuance | Qualité |
| ---------------- | ---------------- | ------ | ------------------- | --------------- | ------ | ------ | --- |
| 2015             | 2021             | 2015   | 2021                | Francis Courtès |        | PRG    | Retraité Maire de Saint-Bauzile (1995 → 2014) Conseiller général du canton de Mende-Sud (2001 → 2015) |
| 2015             | 2021             | 2015   | 2021                | Sophie Pantel   |        | PS     | Ancienne assistante parlementaire Maire du Pont-de-Montvert (2008-2012) Conseillère générale du canton du Pont-de-Montvert (2004 → 2015) Conseillère régionale de Languedoc-Roussillon (2012-2015) Présidente du conseil départemental (2015-2024) |
| 2021             | 2028             | 2021   | 25 mai 2022 (Décès) | Alain Lafont    |        | DVG    | Retraité Maire de Villefort (2016 → 2022) |
| 2021             | 2028             | 2022   | en cours            | Didier Couderc  |        | DVG    | Maire de Saint-Bauzile (2014 → ) |
| 2021             | 2028             | 2021   | en cours            | Sophie Pantel   |        | PS     | Présidente du conseil départemental (2015 → 2024), député (2024 → ) |

### Résultats détaillés

#### Élections de mars 2015
À l'issue du 1er tour des élections départementales de 2015, deux binômes sont en ballotage : Francis Courtes et Sophie Pantel (DVG, 40,64 %) et Jean de Lescure et Marjorie Massador (UMP, 39,42 %). Le taux de participation est de 67,31 % (3 838 votants sur 5 702 inscrits) contre 66,11 % au niveau départemental et 50,17 % au niveau national.
Au second tour, Francis Courtes et Sophie Pantel (DVG) sont élus avec 50,97 % des suffrages exprimés et un taux de participation de 72,05 % (1 992 voix pour 4 109 votants et 5 703 inscrits).

#### Élections de juin 2021
Le premier tour des élections départementales de 2021 est marqué par un très faible taux de participation (33,26 % au niveau national). Dans le canton de Saint-Étienne-du-Valdonnez, ce taux de participation est de 51,64 % (2 998 votants sur 5 806 inscrits) contre 48,91 % au niveau départemental. À l'issue de ce premier tour,  le binôme constitué de Alain Lafont et Sophie Pantel (DVG , 84,27 %), est élu avec 84,27 % des suffrages exprimés.

## Composition
Lors du redécoupage de 2014, le canton de Saint-Étienne-du-Valdonnez comprenait vingt-cinq communes entières.
À la suite de la création des communes nouvelles de Bédouès-Cocurès au 1er janvier 2016, et de Mont Lozère et Goulet au 1er janvier 2017, ainsi qu'au décret du 5 mars 2020 rattachant entièrement cette dernière au canton de Saint-Étienne-du-Valdonnez, le canton compte désormais 18 communes entières.
| Nom                                                | Code Insee | Intercommunalité               | Superficie (km2) | Population (dernière pop. légale) | Densité (hab./km2) | Modifier                                    |
| -------------------------------------------------- | ---------- | ------------------------------ | ---------------- | --------------------------------- | ------------------ | ------------------------------------------- |
| Saint-Étienne-du-Valdonnez (bureau centralisateur) | 48147      | CC Mont-Lozère                 | 56,09            | 641 (2022)                        | 11                 | modifier les données · modifier les données |
| Altier                                             | 48004      | CC Mont-Lozère                 | 54,45            | 216 (2022)                        | 4,0                | modifier les données · modifier les données |
| La Bastide-Puylaurent                              | 48021      | CC Mont-Lozère                 | 24,19            | 178 (2022)                        | 7,4                | modifier les données · modifier les données |
| Bédouès-Cocurès                                    | 48050      | CC Gorges Causses Cévennes     | 30,35            | 448 (2022)                        | 15                 | modifier les données · modifier les données |
| Les Bondons                                        | 48028      | CC Gorges Causses Cévennes     | 45,54            | 141 (2022)                        | 3,1                | modifier les données · modifier les données |
| Brenoux                                            | 48030      | CC Mont-Lozère                 | 11,25            | 388 (2022)                        | 34                 | modifier les données · modifier les données |
| Cubières                                           | 48053      | CC Mont-Lozère                 | 48,88            | 189 (2022)                        | 3,9                | modifier les données · modifier les données |
| Cubiérettes                                        | 48054      | CC Mont-Lozère                 | 11,34            | 45 (2022)                         | 4,0                | modifier les données · modifier les données |
| Lanuéjols                                          | 48081      | CC Mont-Lozère                 | 32,67            | 370 (2022)                        | 11                 | modifier les données · modifier les données |
| Mont Lozère et Goulet                              | 48027      | CC Mont-Lozère                 | 166,21           | 1 107 (2022)                      | 6,7                | modifier les données · modifier les données |
| Pied-de-Borne                                      | 48015      | CC Mont-Lozère                 | 27,89            | 197 (2022)                        | 7,1                | modifier les données · modifier les données |
| Pont de Montvert - Sud Mont Lozère                 | 48116      | CC Des Cévennes au Mont Lozère | 167,34           | 537 (2022)                        | 3,2                | modifier les données · modifier les données |
| Pourcharesses                                      | 48117      | CC Mont-Lozère                 | 31,79            | 128 (2022)                        | 4,0                | modifier les données · modifier les données |
| Prévenchères                                       | 48119      | CC Mont-Lozère                 | 62,75            | 270 (2022)                        | 4,3                | modifier les données · modifier les données |
| Saint-André-Capcèze                                | 48135      | CC Mont-Lozère                 | 9,85             | 205 (2022)                        | 21                 | modifier les données · modifier les données |
| Saint-Bauzile                                      | 48137      | CC Cœur de Lozère              | 29,33            | 590 (2022)                        | 20                 | modifier les données · modifier les données |
| Vialas                                             | 48194      | CC Des Cévennes au Mont Lozère | 49,77            | 447 (2022)                        | 9,0                | modifier les données · modifier les données |
| Villefort                                          | 48198      | CC Mont-Lozère                 | 7,35             | 617 (2022)                        | 84                 | modifier les données · modifier les données |
| Canton de Saint-Étienne-du-Valdonnez               | 4813       |                                | 867,04           | 6 714 (2022)                      | 7,7                | modifier les données                        |

## Démographie
En 2022, le canton comptait 6 714 habitants, en évolution de +4,16 % par rapport à 2016 (Lozère : +0,11 %, France hors Mayotte : +2,11 %).
| 2013  | 2018  | 2022  |
| ----- | ----- | ----- |
| 6 593 | 6 411 | 6 714 |